# Nueva Traducción Viviente
La Nueva Traducción Viviente, también conocida como La Santa Biblia, Nueva Traducción Viviente (NTV, inglés: New Living Translation) es una versión actualizada de la Biblia. Esta versión está traducida de fuentes en idiomas hebreo, arameo y griego Archivado el 26 de octubre de 2019 en Wayback Machine.. Es una traducción dinámica.
La traducción de esta versión bíblica tardó aproximadamente 10 años y fue elaborada por alrededor de 50 eruditos bíblicos de los más destacados. Está escrita en un lenguaje español de actualidad, lo que facilita su comprensión y lectura en casi todo el texto. La publicación está a cargo de la editorial Tyndale.
El equipo estuvo constituido por muchos traductores de inglés y el resultado es una traducción de la versión inglesa, evidente en seguir la tradición de la versión King James en cuanto a preferir traducir משפת y δικαιοσυνε, por rectitud personal o piedad o buena conducta o una vida recta, en cambio de justicia, que es un concepto social, Vale decir que reduce el significado del texto en donde aparece el concepto de justicia a una versión individualizada del concepto. El equipo de traducción al español fue dirigido por Jim Williams, que se denomina en español Jaime Mirón. El editor general fue el Dr. Rafael Alberto Serrano, lingüista y biblista colombiano <ref>Serrano, Rafael A. (2017). Historia de la Biblia en español. Una introducción (2.ª edición). 161 pp. ISBN: 978–1973204862.</ref>.
.